# Copablepharon fuscum
Copablepharon fuscum är en fjärilsart som beskrevs av Troubridge och Lars G. Crabo 1995. Copablepharon fuscum ingår i släktet Copablepharon och familjen nattflyn. Inga underarter finns listade i Catalogue of Life.